# Purwodadi (Tebing Tinggi)
Purwodadi is een bestuurslaag in het regentschap Tanjung Jabung Barat van de provincie Jambi, Indonesië. Purwodadi telt 9518 inwoners (volkstelling 2010).